# 参加賞
参加賞（さんかしょう）とは、大会等に出場し、入賞には至らなかったものの、参加したことに対する勇気と健闘を讃えて贈られる賞のことである。

## 参加賞とは
参加者全員に授与される賞。いわゆる入賞実績としての賞というよりは、大会を盛況のうちに終わらせることができたことに対する関係者への感謝の意を表する目的、参加への勇気と健闘を讃える目的で贈られることが多い。主に都道府県大会、全国大会、国際大会など上位大会への出場の際に贈られる場合が多いのも特徴である。主にメダルや参加章という記章が贈られる場合が多い。マラソン大会などでは、タイムや順位に関わらず完走者に贈られるものもある。大会自体が中止になった場合でも贈られることがある。